# Floating Life
Pour plus de détails, voir Fiche technique et Distribution.
Floating Life est un film dramatique australien réalisé par Clara Law et sorti en 1996.

## Synopsis
Le parcours d'une famille de Hong Kong, Mr et Mme Chan et leur deux fils, qui partent rejoindre leur fille Bing à Sydney en Australie.

## Fiche Technique
- Titre original : Fu sheng
- Réalisation : Clara Law
- Scénario : Eddie L.C. Fong, Clara Law
- Musique : Dawood A. Tabrizi
- Photographie : Dion Beebe
- Montage : Suresh Ayyar
- Production : Eddie L.C. Fong, Bridget Ikin, Helen Lovelock, John Maynard
- Direction artistique : Luigi Pittorino
- Sociétés de production : Hibiscus Films, Southern Star Entertainment
- Format : couleurs - 1.85 : 1 - 35 mm - son Dolby
- Pays de production :  Australie
- Langue originale : anglais, allemand et cantonais
- Genres : comédie, drame
- Durée : 95 minutes
- Dates de sortie en salle :
  - Australie : 19 septembre 1996

## Distribution
- Annette Shun Wah : Yen Chan
- Annie Yip : Bing Chan
- Anthony Brandon  Wong : Gar Ming
- Edwin Pang : Mr Chan
- Cecilia Fong Sing Lee : Mme Chan

## Accueil

### France
Pour Jean-Michel Frodon dans Le Monde, "La cinéaste chinoise construit une sorte de jeu de piste affectif et géographique pour évoquer les difficultés d'une famille confrontée à l'émigration, problème particulièrement brûlant à la veille du rattachement de la colonie britannique à la République populaire".
Inédit en salle et en vidéo en France, le film a été présenté et primé au Festival international du film de femmes de Créteil en 1997, et diffusé à la télévision sur Arte le 23 juillet 2003.

## Restauration
Le film est restauré en 2021, avec une premières au Festival international du film de Hong-Kong.

## Récompenses
- Léopard d'argent pour Clara Law au Festival international du film de Locarno en 1996[1]
- Prix de la meilleure réalisation et Grand Prix Asturias au Festival international du film de Gijón en 1996[6]
- Grand prix du Festival international du film de femmes de Créteil en 1997[2]